# Język galoli
Język galoli, także: galole, galolen, galolem, galolin – język austronezyjski używany głównie w Timorze Wschodnim. Według danych z 2010 r. posługuje się nim 13 tys. mieszkańców dystryktów Aileu, Dili i Manatuto w Timorze Wschodnim. 
Dodatkowo 680 użytkowników zamieszkuje wyspę Wetar w prowincji Moluki w Indonezji (wieś Iliwaki, kabupaten Maluku Barat Daya).
Dzieli się na kilka dialektów: manatutu (vila), wetar (iliwaki), lakloo (lacló), laleia.
Zapisywany alfabetem łacińskim.